# Ажу (река)
Ажу́ (адыг. Ажъы) — река в Лазаревском районе Большого Сочи в Краснодарском крае России. Является правым притоком реки Шахе.

## Характеристики
Берёт своё начало с юго-восточного склона горы Аутль. В своём среднем течении принимает свой крупнейший приток — ручей Дубинский.
Длина реки составляет 11 км, с общей водосборной площадью в 49,8 км². Впадает в Шахе чуть ниже турприюта Бабук-Аул.

## Данные водного реестра
По данным государственного водного реестра России и геоинформационной системы водохозяйственного районирования территории РФ, подготовленной Федеральным агентством водных ресурсов:
- Бассейновый округ — Кубанский
- Речной бассейн — Реки бассейна Чёрного моря
- Водохозяйственный участок — Реки бассейна Чёрного моря от западной границы бассейна реки Шепси до реки Псоу
- Код водного объекта — 06030000312109100000561
- Код по гидрологической изученности (ГИ) — 109100056
- Номер тома по ГИ — 09
- Выпуск по ГИ — 1